# Ellen White
Ellen Gould White (născută Harmon; n. 26 noiembrie 1827, Gorham⁠(d), Maine, SUA – d. 16 iulie 1915, St. Helena⁠(d), California, SUA) a fost o pioneră creștină americană și a fost implicată în fondarea Mișcării Adventiste de Ziua a Șaptea, mișcare ce a format Biserica Adventistă de Ziua a Șaptea.
Adventiștii de ziua a șaptea o văd pe Ellen G. White ca pe un profet contemporan, chiar dacă ea nu și-a asumat niciodată acest titlu. Aceștia cred că ea a avut darul spiritual al profeției cum este enunțat în Apocalipsa 19:10. Scrierile sale aduc în vizor Mâna lui Dumnezeu în istoria creștinismului. Acest conflict cosmic, cunoscut ca „Marea Luptă” este subiectul principal al scrierilor sale, multe din ele copiate creativ din cărțile altor autori, ceea ce a dat naștere unui scandal de plagiat din care a reieșit însă că legile americane din momentul publicării nu pedepseau faptele ei, deci copierea scrierilor altora fusese legală, cu excepția cărții Schițe din viața lui Pavel.
Doamna White a fost o figură controversată toată viața sa. Ea afirmă că a avut viziuni la scurt timp după Marea Dezamăgire a milleriților. În contextul multor alți vizionari, ea a fost cunoscută pentru convingerea și credința sa. Randall Balmer a descris-o ca „una din cele mai importante și variate figuri din istoria religiilor din America”. Walter Martin a descris-o ca „una din cele mai fascinante și controversate personaje care a apărut pe orizontul istoriei religioase”. White a fost de asemenea cel mai tradus autor American de non-ficțiune de toate vârstele. Scrierile sale acoperă subiecte de teologie, evanghelizare, stil de viață creștin, educație și sănătate (în special vegetarianism). Ea a promovat construirea unor școli și centre medicale. În cursul vieții sale a scris mai mult de 5000 de articole periodice și 40 de cărți; dar astăzi, incluzând compilațiile celor 50.000 de pagini de manuscrise, mai mult de 100 de titluri sunt disponibile în engleză. Unele din cele mai populare cărți sunt Calea către Hristos, Hristos, Lumina Lumii și Tragedia Veacurilor.

## Viața personală

### Copilăria
Ellen, împreună cu sora sa geamănă Elizabeth, au fost născute pe 26 noiembrie 1827 de către Robert și Eunice Harmon. Robert era un fermier care confecționa și multe pălării, și toată familia îl ajuta în acest lucru. Cu opt copii în familie, casa era un loc aglomerat. Familia locuia într-o mică fermă lângă Gorham, Maine. La câțiva ani după nașterea gemenelor, Robert Harmon a părăsit ferma și, împreună cu familia sa, el s-a mutat în orașul Portland, cam douăsprezece mile la est.

### Strămoși
Ellen G. White Estate a delegat un genealogist profesional pentru recăutarea strămoșilor, care a spus că ea a avut origine Anglo-Saxonă. Vezi arborele său genealogic.

### Rănirea capului
La vârsta de nouă ani, Ellen a fost lovită cu o piatră de o colegă. Lovitura i-a desfigurat nasul și a lăsat-o trei săptămâni în comă.
La scurt timp după rănire, Ellen, împreună cu părinții ei, a aderat la Metodism, în urma unei întâlniri din Buxton, Maine. Doi ani mai târziu, pe 26 iunie 1842, la cererea sa, a fost botezată prin scufundare.

### Mișcarea Milleristă
În 1840, la vârsta de 12 ani, familia sa a devenit implicată în Mișcarea Milleristă. După ce a citit cărțile lui William Miller, Ellen s-a simțit vinovată pentru păcatele ei și s-a confruntat cu teroarea referitoare la pierderea eternă. Ea se descrie ca stând nopți întregi în rugăciune, iar asta timp de câteva luni. Ea a fost botezată de John Hobart în Casco Bay în Portland, Maine și aștepta nerăbdătoare Revenirea lui Isus. După mult timp, s-a referit la botez ca fiind cel mai fericit eveniment al vieții ei. Implicarea familiei ei în Millerism a atras dizgrația lor de către biserica metodistă locală.
și adventiștii susțin că Ellen White a avut foarte multe viziuni despre sfârșitul lumii.

### Căsătoria și familia
În 1845 Ellen l-a întâlnit pe viitorul ei soț, James Springer White, un Millerit care a devenit convins că viziunile ei erau reale. Un an mai târziu, James a făcut propunerea și ei au fost căsătoriți în Portland, Maine, în 30 august 1846. James a scris după aceasta:
Noi ne-am căsătorit pe 30 august 1846 și din acea oră până în prezent ea a fost coroana veseliei mele....A fost providența lui Dumnezeu ca amândoi să trăim o experiență întunecată în Mișcarea Adventă....Această experiență a fost necesară ca să ne alăturăm forțele și, uniți, să muncim extensiv din Oceanul Atlantic până la Pacific.
James și Ellen au avut patru copii: Henry Nichols, James Edson (cunoscut ca Edson), William Clarence (cunoscut ca Willie sau W.C.) și John Herbert.
Doar Edson și William au devenit adulți. John Herbert a murit la vârsta de trei ani, iar Henry la vârsta de 16 ani(de pneumonie), în 1863.

### Ultimii ani și moartea
Ellen White a petrecut ultimii ani din viață în Elmshaven, casa ei în Saint Helena, California după moartea soțului ei James White în 1881. În cursul ultimilor ani din viață ea a călătorit mai puțin deorece își petrecea marea parte a timpului scriind ultimele lucrări pentru biserică. Ellen G. White a murit pe 16 iulie 1915, în casa ei (Elmshaven), care acum este cunoscută ca un Sit Istoric Adventist.

## Activitate

### Viziuni

#### Prima ei viziune raportată
În 1844, Ellen G. White a raportat prima sa viziune:
În timp ce mă rugam la altarul familial, Duhul Sfânt a venit asupra mea și părea că mă înalț din ce în ce mai sus, mult deasupra acestei lumi întunecate...
În această viziune a spus că a văzut „poporul Advent” călătorind pe o cărare îngustă și dreaptă spre Noul Ierusalim(Cer). Cărarea lor era luminată din spate de „o lumină puternică, pusă la începutul cărării, în spatele lorm despre care îngerul mi-a spus că este strigătul de la miezul nopții.” În acord cu viziunea ei, unii din călători oboseau, dar erau încurajați de către Isus, alții au respins lumina și au căzut „de pe cărare în lumea rea și întunecată de dedesubt”.

#### A doua și a treia viziune
În februarie 1845, doamna White a spus că a primit o a doua viziune care a devenit cunoscută ca viziunea „Mirelui”, în Exeter, Maine. Împreună cu a treia viziune, unde doamna White a văzut un nou pământ, aceste viziuni „au dat înțelesul experienței din 22 octombrie 1844 și au ajutat dezvoltarea doctrinei Sanctuarului. De asemenea, au jucat au rol important în contracarea spiritualizării vederii unor mulți adventiști fanatici prin înfățișarea Tatălui și lui Isus ca Ființe literale și Cerul ca un loc fizic.”
De asemenea, aceste viziuni au anulat doctrina „ușii închise” avută de mulți adventiști în acel moment, inclusiv de gruparea de la Exeter.

#### Mărturie publică
Temându-se că oamenii vor considera ca ea ar experimenta boli mintale sau mesmerism, Ellen nu a împărtășit inițial viziunile ei cu comunitatea Millerită. La o întâlnire în casa părinților săi, ea a primit confirmarea supranaturală a misiunii ei:
Când ne rugam, întunericul ce mă acoperea a fost împrăștiat, o lumină puternică, ca o minge de foc, a venit lângă mine ca și cum m-ar fi doborât, puterea mi-a fost luată.Am simțit că sunt în prezența lui Isus și a îngerilor. Din nou a fost repetat,” Fă cunoscut și altora ce ți-am făcut cunoscut Eu”.
La scurt timp după, Ellen a dat mărturiile ei în adunările publice și în adunările metodiste regulate ce se făceau în casele oamenilor.
Am aranjat întâlnirile cu prietenii mei tineri, câțiva fiind considerabil mai în vârstă decât mine, și câteva persoane căsătorite. Câțiva din ei erau încrezuți și nepăsători; experiența mea suna către ei ca o poveste plictisitoare, și ei nu au ascultat rugămințile mele. Dar m-am hotărât ca eforturile mele niciodată să nu se oprească pentru aceste dragi suflete, pentru care am avut un interes atât de mare, produs de către Dumnezeu.
Noutățile viziunilor sale s-au răspândit și White a călătorit și a vorbit către grupurile de Milleriți în Maine și în zona înconjurătoare. Viziunile sale nu au fost publicate înainte de 24 ianuarie 1846, când relatarea primei viziuni : „Letter From Sister Harmon” (Scrisoare de la sora Harmon) a fost publicată în Day Star, o revistă Millerită publicată în Cincinati, Ohio de Enoch Jacobs. White a scris către Jacobs pentru a-l încuraja și ,chiar dacă scrisoarea nu a fost scrisă pentru publicație, Jacobs a tipărit-o. În cursul următorilor ani a fost retipărită sub diverse forme - fiind inclusă în prima carte a lui Ellen, Christian Experience and Views(Experiențe creștine și viziuni), publicată în 1851, apărută în România cu titlul Experiențe și Viziuni.
Doi Milleriți au avut viziuni înainte de Ellen White - William Ellis Foy (1818–1893) și Hazen Foss (1818?–1893), care însă ar fi respins chemarea Duhului Sfânt. Adventiștii cred că aceste persoane au avut Darul Profeției înainte de Ellen White.

## Teologie
Ellen White s-a ferit de cuvintele „Sfânta Treime” ca de ciumă, iar „soțul ei a afirmat categoric că viziunile ei nu susțin crezul trinitarian.” Ea nu a avut o doctrină a Sfintei Treimi (vorbind în general, ea nu a avut doctrină, făcând predicare/oratorie și nu teologie ca disciplină academică). Conform opiniei ei personale, Fiul lui Dumnezeu nu a fost de la început egal cu Dumnezeu Tatăl, ci a fost la un moment dat promovat la egalitate cu Tatăl, promovare care a declanșat revolta lui Lucifer (lucru descris în cartea ei Spiritul Profeției).

## Critici

### Scandalul de plagiat
Din punctul dreptului penal și al celui civil faptele ei nu ar fi avut consecințe neplăcute pentru ea. Ea însăși a recunoscut în scris faptul că a copiat din operele altora fără a oferi citări ca la carte. Adventiștii doxați recunosc clar faptul că ea a împrumutat mult din textele altora, ceea ce neagă teza naivă a inspirației plenare.
Robert Olson, secretarul Domeniului Ellen G. White, afirma că Biserica Adventistă de Ziua a Șaptea „nu neagă acumularea de dovezi cu privire la faptul că White a copiat”.
„Că Ellen White a preluat text de la alți autori a fost admis în mod deschis de către ea (cf. GC xi-xii) și de către persoane apropiate ei (cf. 2SM 451-465).”—Denis Fortin & Jerry Moon, The Ellen G. White Encyclopedia
Deși mai fuseseră anterior acuzații de plagiat, cartea lui Walter T. Rea, The White Lie, a afirmat că între 80% și 90% din scrierile Ellenei White sunt plagiate.
Cea mai clară dovadă că Ellen G. White și editura ei, The Review & Herald, s-au făcut vinovați de încălcarea drepturilor de autor a fost procesul intentat împotriva lor de către Conybeare and Howson, un editor important în secolul al XIX-lea, care a documentat un plagiat extins din partea Ellen G. White în cartea ei, Schițe din viața lui Pavel, preluat din cartea lor, Viața și epistolele apostolului Pavel, publicată în 1855. Confruntați cu aceste dovezi, adventiștii de ziua a șaptea au încetat imediat să publice cartea Ellenei White și nu a republicat-o până când drepturile de autor ale Conybeare and Howson au expirat.
Dovada că acesta nu a fost un incident izolat se găsește în faptul că presa publică seculară a acuzat-o pe Ellen G. White de plagiat extins, documentând că aceasta era practica ei generală și concluzionând că „doamna White este o plagiatoare, o hoață de literatură.”
Veltman a examinat cincisprezece capitole alese aleatoriu din Dorința veacurilor pentru dovezi ale dependenței literare și a concluzionat: „În medie, putem spune că 31,4% din textul DV este dependent într-o oarecare măsură de sursele literare”.

### Medicină
Ea a declarat cu emfază „Oamenii trebuie învățați că medicamentele nu vindecă nicio boală. [...] Sănătatea se recuperează în ciuda medicamentului.” (MH 126.3). Facultatea de Medicină de la universitatea adventistă Loma Linda a repudiat această învățătură, susținând utilizarea medicamentelor.
White era împotriva consumului de carne, a alimentelor condimentate, a consumului de alcool și fumatului. Ea s-a opus, de asemenea, masturbării, medicamentelor și medicilor.

### Scrierile despre masturbare
La mijlocul secolului al XIX-lea, a susținut că a avut viziuni spirituale de la Dumnezeu care au îndrumat-o în viața creștină. Ea a avertizat contra mâncărurilor care stimulează excesiv sexul și masturbarea, pe care o denumea „viciul solitar”. Ea și-a avertizat adepții despre viziunile sale referitoare la oameni desfigurați, pretinzând că ale masturbării consecințe nu distrug doar viața pe acest Pământ, ci împiedică accesul în ceruri la prima înviere de la revenirea lui Isus. Ea pretindea că masturbarea este cauza multor boli ale adulților, de la cancer la bolile de plămâni. White chiar a scris că masturbarea termina prematur viețile multor păcătoși. Ea credea că dieta avea un impact direct asupra dorinței de a se masturba. Ea pretindea că o dietă sănătoasă constând din fructe, legume, pâine de grâu și apă ar duce la o nevoie scăzută de a se masturba și ar duce astfel la o viață mai sănătoasă și mai fericită. Pentru a scrie ghidul ultim pentru generațiile viitoare ea a pretins că viciul solitar ar fi fost cauza nebuniei ereditare, cancerului și a altor boli mortale; ea apela în mod clar la părinți pentru a-și proteja odraslele prin a nu se masturba.
Mulți critici citează vederile Ellenei White despre masturbare, ceea ce ea numea „auto-indulgență” și „un viciu solitar” drept dovadă a faptului că a fost un profet mincinos. În cartea sa Apel către mame ea scria:

„Dacă practica auto-indulgenței continuă de la vârsta de cincisprezece ani în sus, natura va protesta împotriva abuzului suferit și pe care continuă să îl sufere și îi va face să fie pedepsiți pentru încălcarea legilor sale, în special de la vârsta de treizeci la patruzecișicinci, pedeapsa fiind numeroase dureri ale sistemului și diferite boli cum ar fi afecțiuni ale ficatului și plămânilor, nevralgie, reumatism, afecțiuni ale coloanei vertebrale, boli de rinichi și umori canceroase. Unele din mecanismele fine ale naturii cedează, lăsând poveri mai mari de executat altora, ceea ce deranjează aranjamentul fin al naturii și apare adesea o distrugere a condiției, moartea fiind rezultatul.”

„Femeile au mai puțină forță vitală decât celălalt sex iar ele sunt lipsite prin viața lor casnică de aerul proaspăt care învigorează. Rezultatul auto-abuzului se vădește în diferite boli cum ar fi inflamațiile mucoaselor, edemul, durerea de cap, pierderea memoriei și a vederii, marea slăbiciune a spatelui și a coapselor, afecțiuni ale coloanei vertebrale și deseori descompunerea internă a capului. Umoarea canceroasă, care ar fi rămas adormită în sistem în cursul vieții lor este inflamată și își începe munca de distrugere și măcinare. Mintea este adesea ruinată și apare nebunia.”

Cartea Apel către mame a fost republicată mai târziu ca Un apel solemn care conține doar texte scrise de ea; stârnind confuzie, James White a publicat și el o carte cu același titlu.
Criticii citează un studiu modern care arată că a avea multe orgasme protejează bărbații împotriva bolilor de inimă.
Thomas Szasz a descris schimbarea de consens științific drept „Masturbarea: activitatea sexuală de căpătâi a omenirii. În secolul al nouăsprezecelea era o boală; în cel de-al douăzecilea este un leac.” Mulți alți medici, cercetători medicali, universități și comisii de stat pentru educația medicală susțin concluzia sa. Enciclopedia Britannica numește „mituri” ideile că masturbarea ar fi nesănătoasă sau comportament imatur.
Această critică este recunoscută ca semnificativă de websiteul Domeniului Ellen White, cunoscut drept Websiteul Oficial Ellen G. White. Personalul domeniului citează concluzii ale lui David Horrobin (pierderi de zinc) drept susținere a vederilor doamnei White; Horrobin a fost un cercetător de reputație dubioasă conform necrologului său din British Medical Journal și conform lui Stephen Barrett de la Quackwatch. Însăși organizația Domeniului White recunoaște că Szasz are dreptate când descrie schimbarea de consens medical: „Viziunea generală din ziua de azi este, totuși, că masturbarea este normală și sănătoasă.”
Ronald L. Numbers, un istoric al științei american și absolvent al Universității Loma Linda, a criticat vederile doamnei White asupra masturbării și asupra multor altor chestiuni medicale, esența criticii lui fiind faptul că ea a urmat consensul medical al epocii sale (care era înainte de apariția medicinii bazate pe dovezi). Numbers arată că ea a plagiat autori vitaliști (cum ar fi Horace Mann și Larkin B. Coles) în argumentele folosite de ea contra masturbării. De fapt, Apelul către mame conține o remarcă foarte ciudată și anume că Ellen White nu și-a copiat textul din autori care propuneau reforma medicală adoptată de adventiști și care susține că ea a ajuns în mod independent la aceste concluzii. Critica lui Numbers este recunoscută drept semnificativă de personalul Domeniului White, care a căutat să o respingă într-o lucrare intitulată A Critique of the Book Prophetess of Health (O critică a cărții Profetesa sănătății). Mai precis, Richard W. Schwarz de la Facultatea de Istorie a Universității Andrews a încercat să conteste plagiatul prin teza inspirației supranaturale, care ar fi vorbit tuturor acestor autori în cam aceleași cuvinte.
Mai mult decât atât: niciun verset din Biblie nu afirmă că masturbarea ar constitui păcat. Povestirea biblică despre Onan nu se referă la masturbare, ci la coitus interruptus.
Conform The Oxford Handbook of Theology, Sexuality, and Gender, unii universitari sugerează ideea că „mână”, cuvânt din Matei 5:29-30, Marcu 9:42-48 și Matei 18:6-9 poate implica masturbarea la fel ca în Mișna (m. Nid. 2.1).:204 Privind acele versete, The Oxford Encyclopedia of the Bible and Gender Studies redă punctul de vedere al lui Will Deming: „Păcătuirea cu ochiul, mâna si piciorul pot proveni dintr-o tradiție de avertizări formale contra privitului pofticios (cu ochiul), masturbării (cu mâna), și adulterului (cu « piciorul », eufemism ebraic pentru organele genitale).” Alăturată ochiului, argumentează Deming „mâna joacă un rol major în poftă la fel ca și în masturbare”.
The Ellen G. White Encyclopedia recunoaște că susținerile ei despre masturbare sunt contrare științei din secolul XXI. Apologetul adventist Herbert E. Douglass admite că dintre toate susținerile ei, susținerile despre masturbare au fost cele mai ridiculizate public.

### Scrieri online
- Major books (from the White Estate page)
- Old and new search engines for "The Complete Published Writings of Ellen G. White"
- Adventist Archives Arhivat în 18 iulie 2006, la Wayback Machine. Contains many articles written by Ellen White
- Books by Ellen G. White Beautifully illustrated & printer-friendly versions of Ellen White's major books
- Earlysda Books by Adventist pioneers with an emphasis on Ellen White's works

### Cărți audio online
- www.EllenWhiteAudio.org Audiobooks by Ellen White in multiple languages (mp3 download)
- Truth for the End of Time Audio recordings of 38 of Ellen White's books in English plus 11 other languages in mp3 format
- Ellen G. White's book: Steps to Christ Arhivat în 23 martie 2008, la Wayback Machine. Audio & Document
- Ellen White audio books[nefuncțională]
 – Streaming audio or file download (MP3) of Ellen White's popular books

### Official Ellen G. White Estate
- Ellen G. White Estate, Inc.
- Ellen G. White Photographs Arhivat în 7 august 2008, la Wayback Machine.
- Loma Linda University Ellen G. White Estate Branch Office Arhivat în 17 mai 2008, la Wayback Machine.
- Andrews University Ellen G. White Estate Branch Office
- Biography by Arthur White
- Center for Adventist Research: Ellen G. White Resources, listing unpublished materials, list of books in White's library, etc.

### Apologetice
- EllenGWhiteTruth.com
- White Estate: Answers for the critics and criticisms
- Examines the Critics Allegations
- Free Ebook – Was Ellen White a Plagiarist? Arhivat în 13 ianuarie 2009, la Wayback Machine.
- Christian Media Ministry – Will Fults
- Ellen White Answers - Jud Lake[nefuncțională – arhivă]

### Critici
- Cult or Christian: Does Seventh-day Adventism Teach the Trinity?
- Ellen White Exposed
- exAdventist Outreach Arhivat în 28 august 2011, la Biblioteca Congresului
- Examination of Seventh-day Adventism & Ellen G. White
- Truth or Fables

### Altele
- Entry in the Australian Dictionary of Biography
- Articles by White[nefuncțională]
 and about White[nefuncțională]
 as cataloged in the Seventh-day Adventist Periodical Index (SDAPI)
- EllenWhite.info – The Ellen White information website